# 坂手港

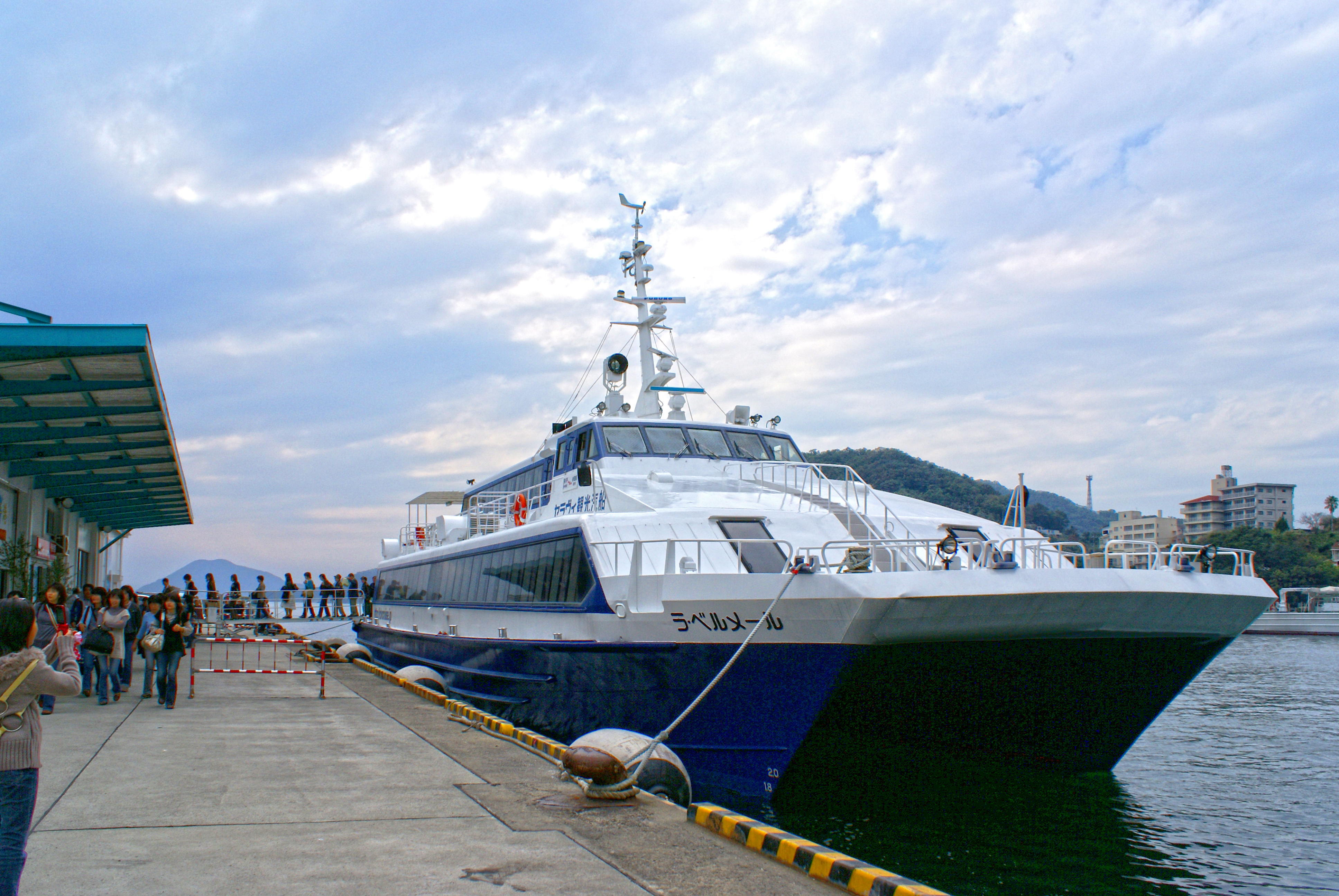
接岸する高速船「ラ・ベルメール」（廃止）

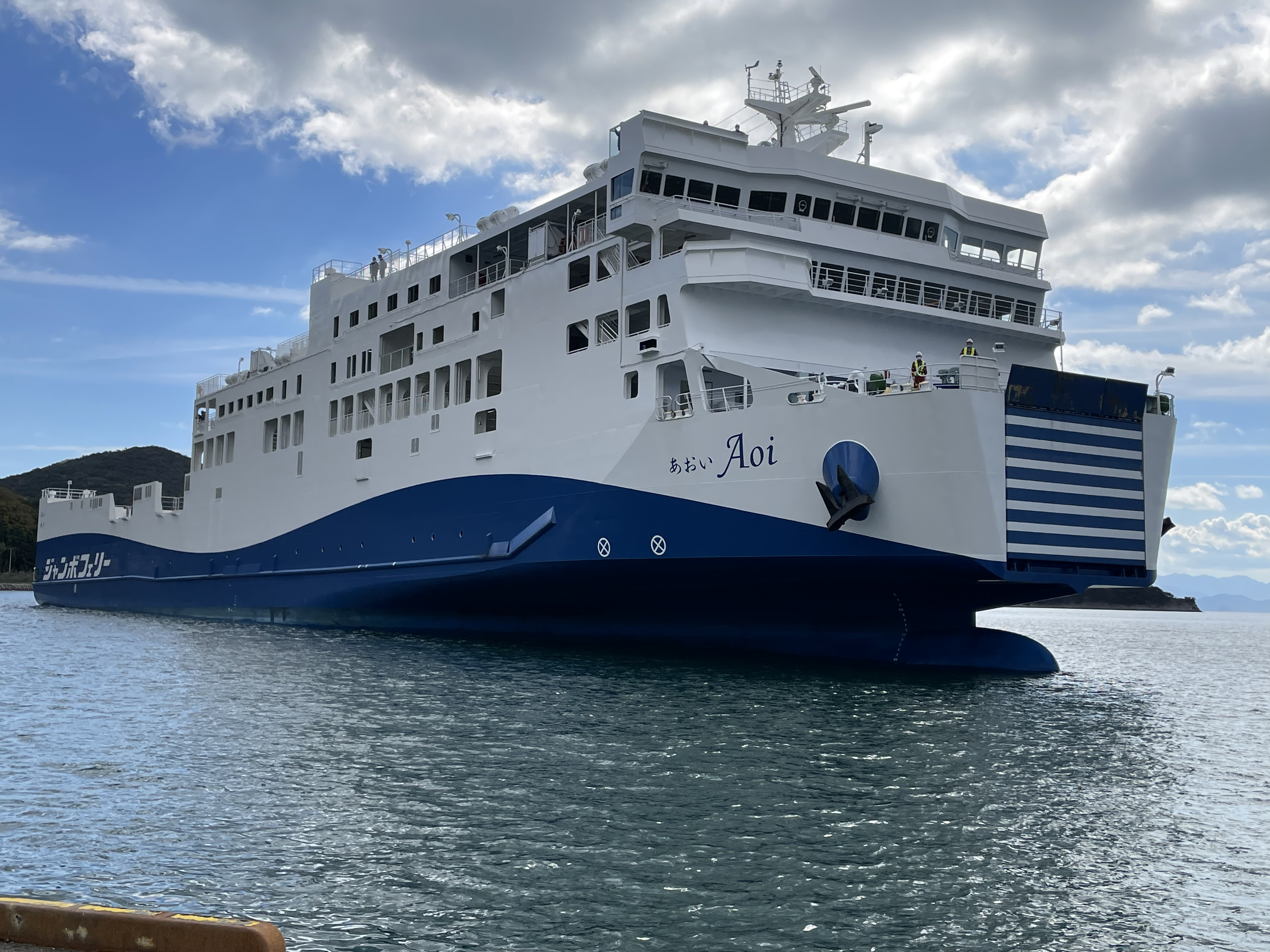
着岸動作中のジャンボフェリーのあおい

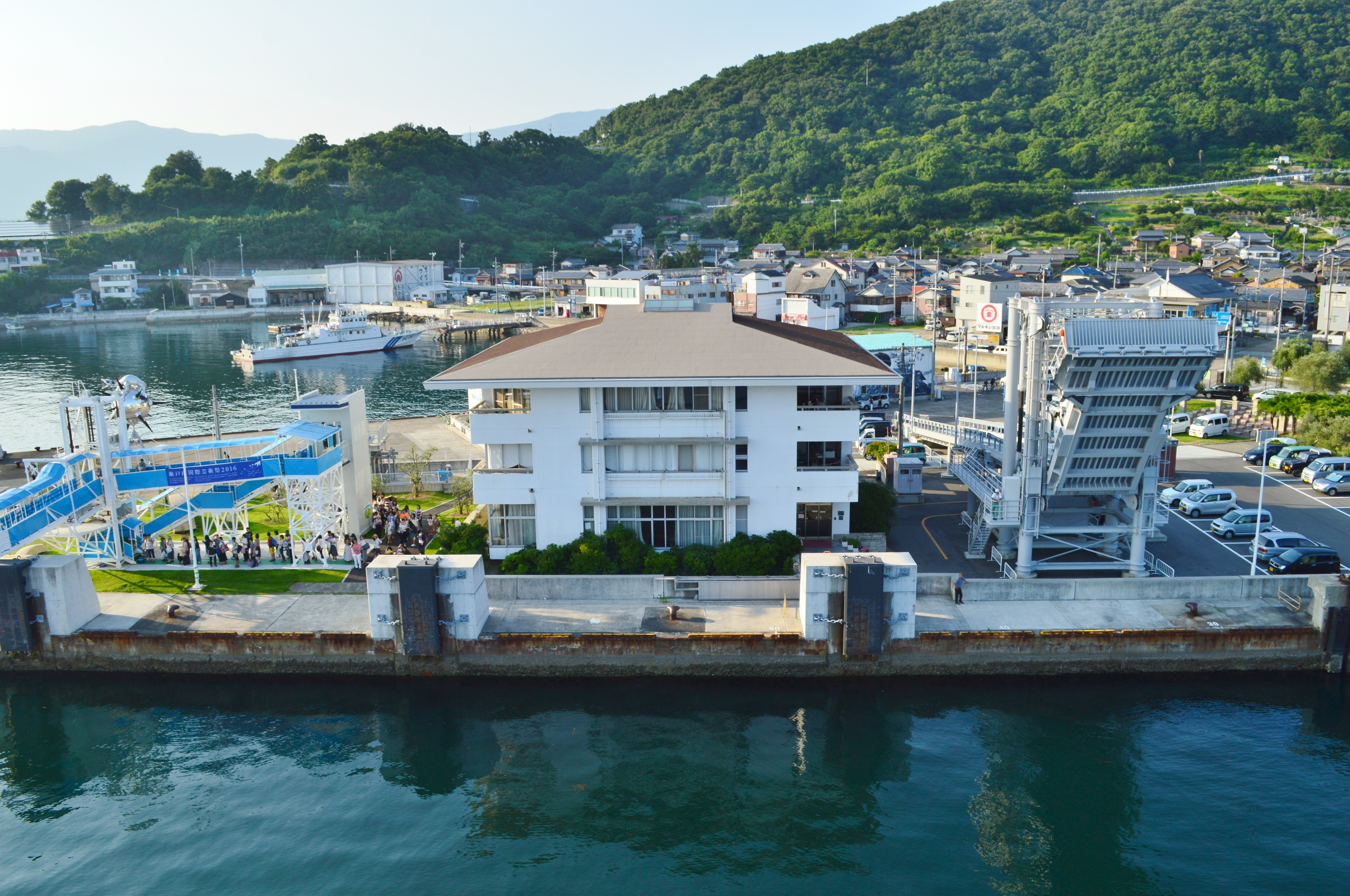
ターミナル（沖合から）

坂手港（さかてこう）は、香川県小豆郡小豆島町（小豆島）にある港湾。田ノ浦半島の基部に位置する。地方港湾であり、港則法による適用港。港湾管理者は香川県。
定期貨客船としては、神戸 - 高松東間を運航するジャンボフェリーが平日は3便、休日は4便就航している。
港に隣接するバスターミナルには、船便到着時刻に合わせて小豆島内の各ホテルの送迎バスが集まる。

## 沿革
昔から帆船の寄港地として知られ、明治後期には高松 - 阪神航路の客船の寄港地となる。近代港湾としての整備は1927年（昭和2年）に桟橋が設置されたのに始まり、以後、1964年（昭和34年）から1968年（昭和38年）など、数次にわたり整備拡張が行われた。
旅客扱いを行う航路は、近年では2011年7月より上述のジャンボフェリーが毎日就航している。なお、かつては2006年8月から神戸港中突堤および神戸空港と結ぶ航路をセラヴィ観光汽船（瀬戸内海航路・高速船「ラ・ベルメール」）が定期便として就航していたが、2007年11月13日から2008年4月12日まで休航となり、翌13日付でそのまま航路廃止となった。また、繁忙期などの季節便（不定期）として長らく大阪南港との直航便を関西汽船（別府航路のさんふらわあ あいぼり・こばるとを間合使用）が運航していたが、2011年よりジャンボフェリーが就航したため航路廃止となった。
尚、現在は新しいフェリーターミナル（愛称:さかてらす）が前ターミナルの道を挟んで海側に建てられている。

## 就航する定期旅客航路
- ジャンボフェリー：りつりん2・あおい
  - 「小豆島ジャンボフェリー」坂手港 - 神戸港（新港第3突堤）（3往復/日、約180分、旅客運賃1,800円）
  - 「小豆島ライン」坂手港 - 高松東港（2.5往復/日、約70分、旅客運賃600円。他に臨時便で高速艇1往復あり）
    - 当航路は高松と神戸を結ぶが、当初高松と当港間のみの利用は不可であった。2013年4月24日より車なしで旅客のみ利用可となったのち、同年7月27日より乗用車・二輪車での利用も取り扱う[6]。
- ジャンボフェリー：高速艇「バルカ エオリカ」（臨時便）
  - 「直島ライン」坂手港 - 池田港 - 土庄東港 - 直島（本村港）（3往復/日、約65 - 70分、旅客運賃1,400円）

## 交通
最寄りのバス停は「坂手港ターミナル前」であるが、経由しないバスがあるので注意。小豆島オリーブバスが路線バスを運行している。(土庄港から約40分)

### 接続する主な道路

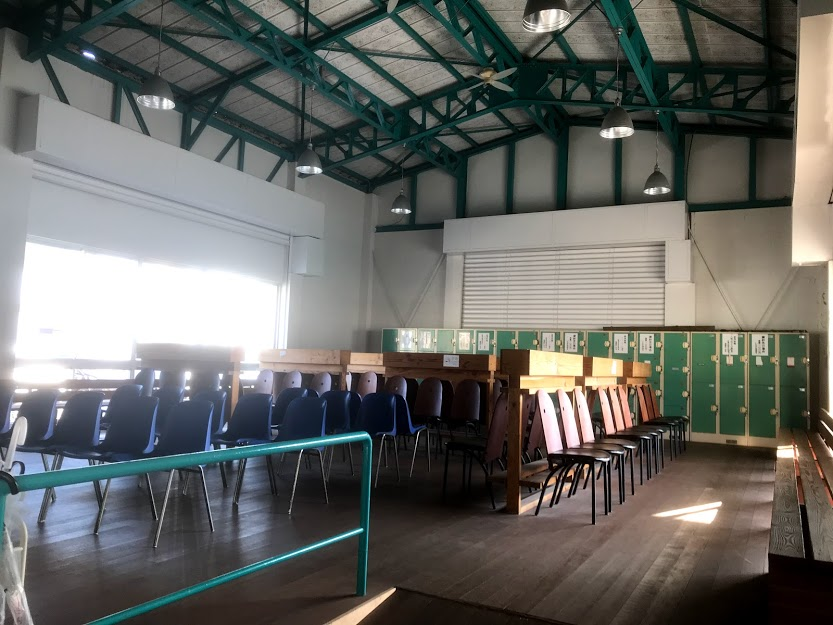
ターミナル内待合室

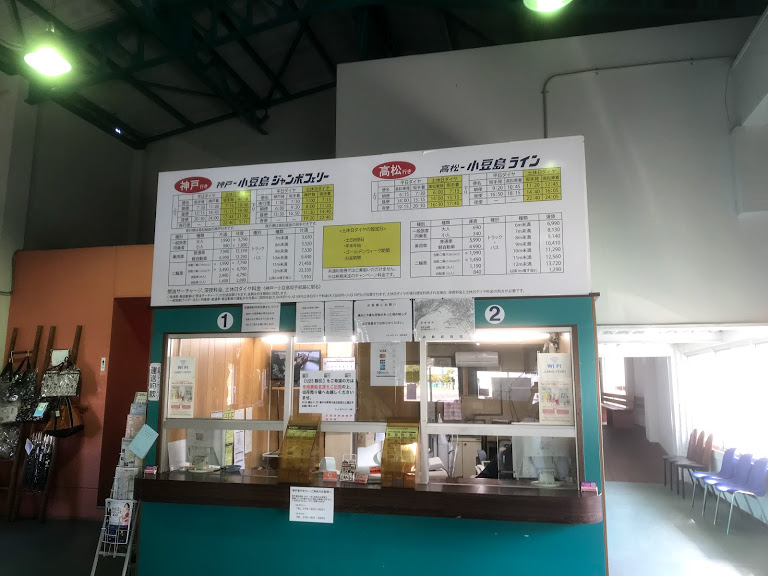
ジャンボフェリー発券窓口

- 香川県道28号坂手港線
- 香川県道249号田浦坂手港線
- 香川県道248号橘大角坂手港線

## 周辺
- 壺井栄文学碑 - 坂手は壺井栄の生誕地である。
- 黒島伝治文学碑
- 瀬戸ビーチ
- 醤の郷 - 近代醤油蔵建築の日本最大の集積地。
  - マルキン醤油記念館
- 二十四の瞳映画村 - 港から約15分。
  - 壺井栄文学館